# Smash the Control Machine
Smash the Control Machine – czwarty album studyjny zespołu Otep wydany 18 sierpnia 2009 roku.

## Lista utworów
1. "Rise, Rebel, Resist" - 3:59
2. "Sweet Tooth" - 4:21
3. "Smash the Control Machine" - 3:44
4. "Head" - 5:11
5. "Numb & Dumb" - 4:26
6. "Oh, So Surreal" - 4:21
7. "Run for Cover" - 3:35
8. "Kisses & Kerosene" - 4:12
9. "Unveiled" - 3:28
10. "UR A WMN NOW" - 4:19
11. "Serv Asat" - 2:30
12. "Where The River Ends" - 11:57
13. "I Remember" - 8:34 (Hidden Track)

- Nazwa czwartego utworu w niektórych wydaniach to "Head of Medusa"
- Kiedy kończy się "Where The River Ends" trwają 4 minuty ciszy, po których jest ukryty utwór

## Twórcy
- Otep Shamaya – Wokal
- "Evil" J. McGuire – Gitara basowa, wokal wspierający
- Rob Patterson – Gitara
- Mark "Moke" Bistany – Perkusja
- Emilie Autumn – Skrzypce na "UR A WMN NOW"
- Koichi Fukuda - Pianino na "UR A WMN NOW"